# Puskás–Suzuki-kupa
A Puskás–Suzuki-kupa hazai és külföldi, neves utánpótláscsapatok számára 2008-tól Felcsúton megrendezett labdarúgótorna. 2022-ig a legtöbb győzelmet a Budapest Honvéd FC és a La Fábrica (Real Madrid U17) csapata érte el 5–5 győzelemmel.

## Története

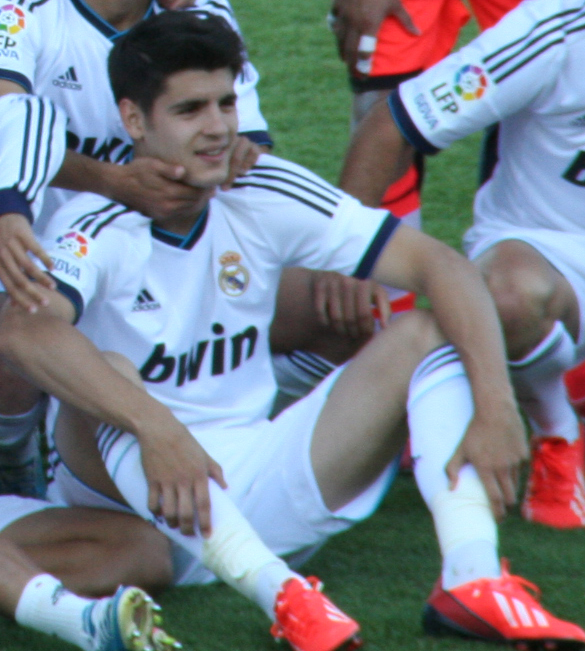
Álvaro Morata is pályára lépett a 2009-es tornán

Az első Puskás–Suzuki-kupát 2008-ban rendezték meg, a torna a La Fábrica, a névadó Puskás Ferenc egykori klubjának, a Real Madridnak az ifjúsági csapata nyerte meg, miután a döntőben legyőzte a házigazda Puskás Akadémiát.
2009-ben hat csapat vett részt a tornán, a mérkőzésekről a Real Madrid TV összefoglalókat is készített. A kupát a Ferencvárosi TC nyerte meg.

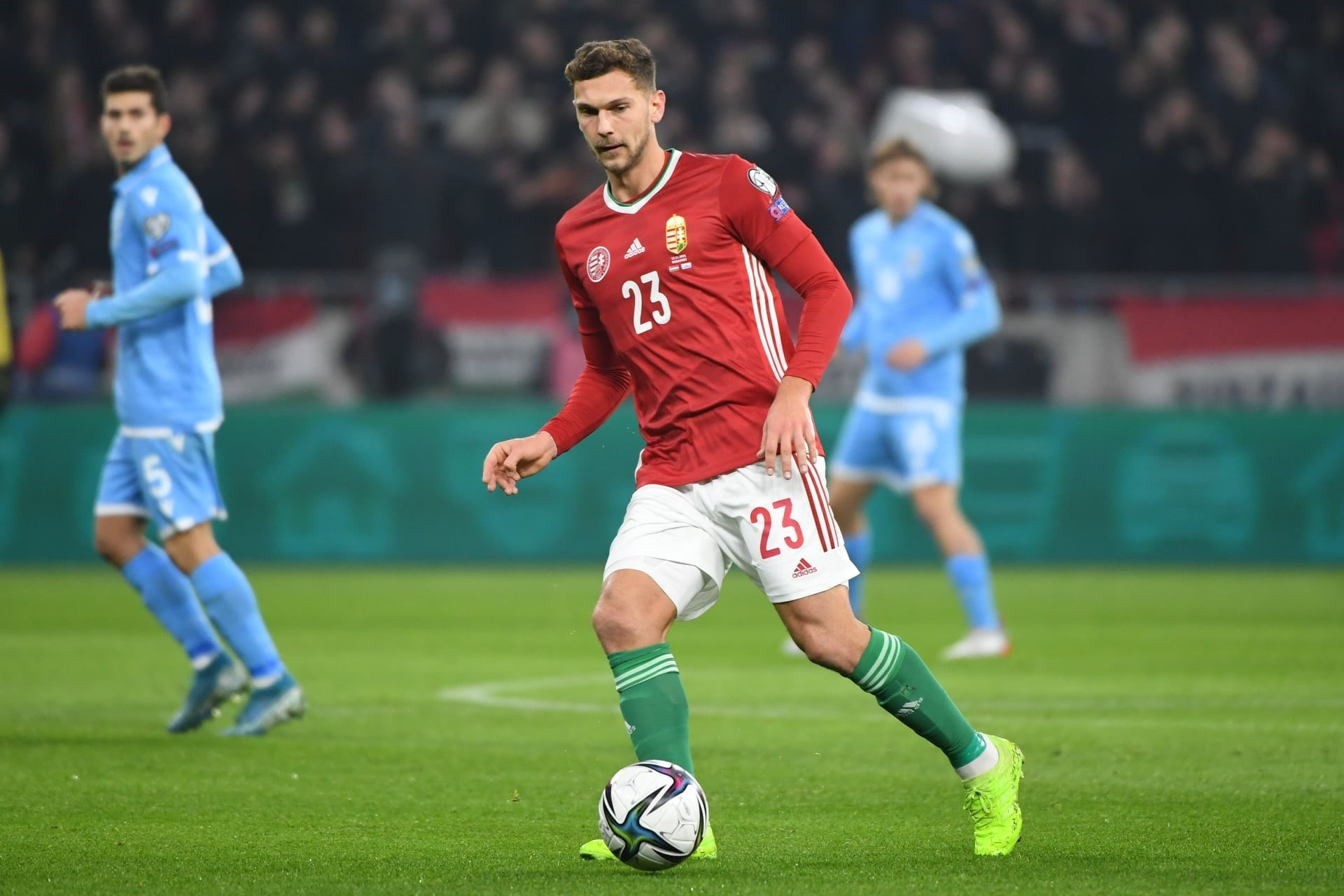
Vécsei Bálint 2010-ben az aranyérmes Budapest Honvéd csapat tagja volt

2010-ben az AC Milan volt az első olasz résztvevője a sorozatnak, így újabb neves klub utánpótlás csapata játszott a trófeáért, amelyet a Budapest Honvéd nyert meg. A torna legjobb kapusa Georgios Kollias (Panathinaikósz), a legjobb játékos Spidron Furlanos (Panathinaikósz), a gólkirálya pedig Kapacina Valér (Budapest Honvéd) volt.
A 2012-es Puskás–Suzuki-kupát a Honvéd nyerte meg, a döntőben 7–0-ra legyőzve a Puskás Akadémiát. Bobál Gergely négy gólt szerzett a döntőben.
A 2014-es tornát a La Fábrica nyerte meg, 1–0-ra legyőzve a Puskás Akadémiát, immár az újonnan átadott Pancho Arénában. A meghívott vendégek között volt Puskás Ferenc özvegye, Davor Šuker, Lothar Matthäus, Paulo Sousa, valamint az Aranycsapat akkor még élő tagjai, Buzánszky Jenő és Grosics Gyula. A megnyitó beszédet a Magyar Olimpiai Bizottság elnöke, Schmitt Pál és a Spanyol labdarúgó-szövetség elnöke, Ángel María Villar mondta.
A 2015-ös döntőben a Budapest Honvéd a La Fábricát győzte le, ezzel negyedik sikerét elérve, míg harmadik lett a romániai Hagi Akadémia harmadik lett, megelőzve a Feyenoord akadémistáit.
A címvédő Budapest Honvéd a 2016-os döntőt tizenegyesekkel nyerte meg a Puskás Akadémia ellenében, egy év múlva pedig a La Fábrica szerezte meg negyedik elsőségét.
2018-ban  belga Genk, 2019-ben pedig a brazil Flamengo nyerte a Puskás–Suzuki-kupát. Utóbbi döntőben a Puskás Akadémia hatodik alkalommal maradt alul a torna utolsó mérkőzésén.
2020-ban a koronavírus-járvány miatt nem rendezték meg a tornát.
2021-ben a Puskás Akadémia csapata először nyerte meg a Puskás–Suzuki-kupát, miután a döntőben 1–0–ra legyőzte a portugál Sporting CP-t.
2022-ben a La Fábrica csapata győzött a Puskás–Suzuki-kupán, miután a döntőben 4–0–ra legyőzte az ukrán Dinamo Kijevet.

## Döntők
| Év   | Győztes                             | Döntős             | Eredmények   |
| ---- | ----------------------------------- | ------------------ | ------------ |
| 2008 | La Fábrica                          | Puskás Akadémia FC | 5–1          |
| 2009 | Ferencvárosi TC                     | Budapest Honvéd FC | 2–1          |
| 2010 | Budapest Honvéd FC                  | Panathinaikósz     | 2–0          |
| 2011 | Budapest Honvéd FC                  | La Fábrica         | 1–1 (p: 5–4) |
| 2012 | Budapest Honvéd FC                  | Puskás Akadémia FC | 7–0          |
| 2013 | La Fábrica                          | Panathinaikósz     | 2–0          |
| 2014 | La Fábrica                          | Puskás Akadémia FC | 1–0          |
| 2015 | Budapest Honvéd FC                  | La Fábrica         | 2–2 (p: 3–1) |
| 2016 | Budapest Honvéd FC                  | Puskás Akadémia FC | 1–1 (p: 6–5) |
| 2017 | La Fábrica                          | Panathinaikósz     | 4–0          |
| 2018 | KRC Genk                            | Puskás Akadémia FC | 3–1          |
| 2019 | CR Flamengo                         | Puskás Akadémia FC | 4–2          |
| 2020 | Koronavírus járvány miatt elmaradt. | –                  | –            |
| 2021 | Puskás Akadémia FC                  | Sporting CP        | 1–0          |
| 2022 | La Fábrica                          | Dinamo Kijev       | 4–0          |

### Legsikeresebb klubok
| Csapat             | Győztes                                  | Második                                          |
| ------------------ | ---------------------------------------- | ------------------------------------------------ |
| La Fábrica         | 5 (2008), (2013), (2014), (2017), (2022) | 2 (2011), (2015)                                 |
| Budapest Honvéd    | 5 (2010), (2011), (2012), (2015), (2016) | 1 (2009)                                         |
| Puskás Akadémia FC | 1 (2021)                                 | 6 (2008), (2012), (2014), (2016), (2018), (2019) |
| Ferencvárosi TC    | 1 (2009)                                 | 0                                                |
| KRC Genk           | 1 (2018)                                 | 0                                                |
| CR Flamengo        | 1 (2019)                                 | 0                                                |
| Panathinaikósz     | 0                                        | 3 (2010), (2013), (2017)                         |
| Sporting CP        | 0                                        | 1 (2021)                                         |
| Dinamo Kijev       | 0                                        | 1 (2022)                                         |